# 渚のピテカントロプス
「渚のピテカントロプス」（なぎさのピテカントロプス）は、1992年6月21日にリリースされた酒井法子の21枚目のシングルである。

## 解説
「渚のピテカントロプス」は、当時の担当ディレクターのアイデアによって当時「のりピー」キャラを卒業していた酒井に「Pi！Pi！」と歌わせるセルフパロディの要素が含まれた。
アルバム『マンモス』にはアウトロを新たに追加したアルバム・バージョンで収録された。

## 売上
週間オリコンチャートにおいては最高34位を記録（売上枚数2.0万枚）、登場週数は4週。

## 収録曲
1. 渚のピテカントロプス
  - 作詞：康珍化 / 作曲編曲：羽田一郎
2. キャンプ・ファイヤー・ソング
  - 作詞：康珍化 / 作曲：森山良子 / 編曲：吉川忠英

## 収録アルバム
- マンモス（アルバム・バージョン）
- Singles 〜NORIKO BEST〜 II
- TWIN BEST
- The Best Exhibition　酒井法子30thアニバーサリーベストアルバム
- NORIKO BOX 30th Anniversary Mammoth Edition
- Premium Best